# Radio Pandora
Radio Pandora ist das 15. Studioalbum der Kölner Rockband BAP. Es erschien 2008 bei EMI als Plugged- und Unplugged-Album und erreichte Platz eins der deutschen Albumcharts. Die Tournee zum Album fand zwischen November 2008 und Juli 2009 statt.

## Veröffentlichungen
Das Album wurde als Plugged- und Unplugged-CD veröffentlicht. Acht der Lieder (Prädestiniert; Hühr zo, Pandora; Frankie un er; Kron oder Turban; Noh Gulu; Wa’ss loss met dä Stadt?; Morje fröh doheim und Songs sinn Dräume) sind auf beiden CDs als Plugged- und Unplugged-Version enthalten. Beide CDs enden jeweils in einem Epilog mit einem "eingekölschten" Lied von Bob Dylan: Für immer jung (Forever Young) auf dem Plugged-Album und Jed Körnche Sand (Every Grain Of Sand) auf dem Unplugged-Album. Von Bob Dylan ist auch das Lied Señor auf der Unplugged-CD. Auf der LP sind alle Lieder der CDs enthalten.

## Titelliste
Plugged-Album
1. Prädestiniert – (H. Krumminga, W. Niedecken) – 5:25
2. Hühr zo, Pandora – (W. Niedecken) – 4:54
3. Et ess, wie’t ess – (H. Krumminga, W. Niedecken) – 3:44
4. Diego Paz wohr nüngzehn – (H. Krumminga, W. Niedecken) – 6:44
5. Frankie un er – (W. Niedecken) – 6:23
6. Wat für e’ Booch! – (H. Krumminga, W. Niedecken) – 4:45
7. Wolf un Skorpion – (H. Krumminga, W. Niedecken) – 5:46
8. Kron oder Turban – (W. Kopal, W. Niedecken) – 4:45
9. Noh Gulu – (H. Krumminga, W. Niedecken) – 6:13
10. Wa’ss loss met dä Stadt? – (M. Nass, W. Niedecken) – 5:03
11. Musik, die nit stührt – (M. Nass, W. Niedecken) – 4:10
12. Morje fröh doheim – (M. Nass, W. Niedecken) – 3:48
13. Songs sinn Dräume – (M. Nass, W. Niedecken) – 5:25
14. Für immer jung – (B. Dylan) – 5:21 (Epilog)

Unplugged-Album
1. Magdalena (weil Maria hatt ich schon) – (W. Niedecken) – 6:15
2. Enn ’ner Naach wie der – (H. Krumminga, W. Niedecken) – 4:09
3. Kron oder Turban – (W. Kopal, W. Niedecken) – 5:01
4. Señor – (B. Dylan) – 4:19
5. Hühr zo, Pandora – (W. Niedecken) – 5:08
6. Duude Bloome – (M. Nass, W. Niedecken) – 3:59
7. Prädestiniert – (H. Krumminga, W. Niedecken) – 5:13
8. Frankie un er – (W. Niedecken) – 5:44
9. Morje fröh doheim – (M. Nass, W. Niedecken) – 3:58
10. Noh Gulu – (H. Krumminga, W. Niedecken) – 5:07
11. Wa’ss loss met dä Stadt? – (M. Nass, W. Niedecken) – 5:13
12. Dä letzte Winter em letzte Kreech – (W. Niedecken) – 5:29
13. Songs sinn Dräume – (M. Nass, W. Niedecken) – 5:01
14. Jed Körnche Sand – (B. Dylan) – 5:26 (Epilog)

## Sonstiges
Der auf den Albencovern abgebildete Koffer mit dem Lautsprecher im Kofferdeckel war bei der Tournee zentraler Bestandteil der Bühnendekoration. Als Gastmusiker ist unter anderem Jo Steinebach an der Pedal-Steel-Gitarre auf drei Titeln zu hören.

## Kritik
Laut Artur Schulz von laut.de setzt BAP bei Radio Pandora auf "bewährte Zutaten". BAP-Fans können sich über eine große, prall gefüllte Rock-Wundertüte freuen. Gleichermaßen beseelt wie energiegeladen würde BAP höchst gelungene, überzeugende Song-Arbeit vorlegen.